# Keystone Patrician
El Keystone K-78 Patrician fue un avión de línea desarrollado en los Estados Unidos a finales de los años 20 del siglo XX, construido sólo en forma de prototipo.

## Diseño y desarrollo
El Patrician fue un monoplano de ala alta arriostrada mediante soportes que seguía la entonces estándar disposición trimotor, y estaba destinado a ser el avión más grande y rápido de su tipo. El fuselaje fue construido a partir de una estructura de tubos cromados con largueros y mamparos de aluminio, todo recubierto de tela. La parte interior de las alas fue construida con largueros de entramado de acero y costillas metálicas, y recubierta de tela; mientras que la parte exterior de las alas era de construcción de madera.
El programa de pruebas de vuelo incluía un muy publicitado vuelo alrededor de los Estados Unidos, y en otra proeza excepcional, un exitoso intento de récord de carga que fue establecido al llevar una carga útil de 2090 kg de "33 chicas, dos pilotos y un mecánico" a 3110 m en 25 minutos. Colonial Air Transport voló luego el prototipo (registrado NX7962) en operaciones chárter entre Nueva York y Boston, mientras que una versión definitiva para líneas aéreas fue desarrollada bajo la designación K-78D. Disponía de 18 asientos, un lavabo, y un compartimiento separado de equipaje.

## Variantes
K-78
Versión inicial del prototipo, 1 construido.
K-78D
Versión final con diversas modificaciones, 2 construidos.

## Operadores
Estados Unidos
- Colonial Air Transport
- Wright Aeronautical
- Transcontinental Air Transport

## Historia operacional
La primera de estas máquinas (NC98N) fue comprada por la Wright Aeronautical Corporation para usarla como bancada para motores, pero también como transporte ejecutivo. De acuerdo con esta última función, fue equipado con un lujoso interior en lugar del compartimento de pasajeros, que incluía una oficina y literas. El segundo avión (NC10N) fue seleccionado para evaluación por la Transcontinental Air Transport para usarlo en una ruta a través de los Estados Unidos. El comité técnico de la TAT, bajo el liderazgo de Charles Lindbergh, seleccionó al Patrician por encima de otros cinco aviones: el Curtiss T-32 Condor II, Boeing 80A, Ford Trimotor, Fokker F.10, y un biplano Sikorsky. Lindbergh voló personalmente el Patrician a varias escalas a lo largo de los Estados Unidos para investigar rutas y darle a la TAT una oportunidad de generar publicidad para el servicio planeado. Una de estas escalas se volvió un fiasco cuando el Patrician quedó empantanado en el barro cuando aterrizaba en Mills Field, San Francisco, por lo que varios dignatarios tuvieron que descender del avión mientras el mismo era desenterrado. 
La certificación se obtuvo el 30 de octubre de 1929, pero antes de que se pudiera producir el planeado lote inicial de diez Patrician, la Gran Depresión se hizo sentir, y el mercado desapareció. Keystone redujo el precio solicitado de 90000 a 65000 dólares, pero aun así no encontró compradores, y los tres prototipos fueron los únicos Patrician construidos.

## Especificaciones (K-78D)

### Características generales
- Tripulación: Tres (dos pilotos y un mecánico).
- Capacidad: 18 pasajeros más 270 kg de carga.
- Longitud: 18,77 m
- Envergadura: 26,34 m
- Planta motriz: 3× motor radial de 9 cilindros refrigerado por aire Wright Cyclone.
  - Potencia: 390 kW (525 hp) cada uno.

### Rendimiento
- Velocidad nunca excedida (Vne): 236 km/h
- Velocidad crucero (Vc): 193 km/h
- Velocidad de entrada en pérdida (Vs): 96 km/h
- Alcance: 880 km